# Дом П. С. Остатошникова
Дом П. С. Остатошникова — памятник градостроительства и архитектуры в историческом центре Нижнего Новгорода. Построен в 1848—1855 годах. Авторы проектов — нижегородские архитекторы А. А. Пахомов и Н. И. Ужумедский-Грицевич.
Историческое здание по адресу улица Большая Печёрская, 7 сегодня — объект культурного наследия Российской Федерации.

## История
На углу Большой Печёрской и Больничной (сегодня — Нестерова) улиц издавна располагался деревянный дом с лавкой, принадлежавший мещанам Остатошниковым. В 40-х годах XIX века Павел Остошников стал купцом третьей гильдии и решил построить на родовом крепостном участке каменный двухэтажный дом. Проект был заказан проживавшему недалеко архитектору А. А. Пахомову.
Планы фасадов дома были утверждены Нижегородской Строительной комиссией 16 июня 1848 года и тогда же начались работы, за которыми следил автор проекта. Первый этаж получил квадровую рустовку фасадов, под окнами выполнены ширинки с набором точеных балясин, во втором этаже — циркулярные по верху оконные проёмы с хорошо прорисованными наличниками.
В 1854 году дом купила Надежда Яковлевна Рудинская, решившая вместо лавки пристроить к дому такой же объём с каменным карнизом и деревянным верхним этажом. Проект, стилизованный под творчество Пахомова, был выполнен городовым архитектором Н. И. Ужумедским-Грицевичем и 6 апреля 1855 года утверждён комиссией. В результате дом сохранил первоначальный архитектурный облик по улице Нестерова, а по Большой Печёрской получил удлинённый фасад в девять окон.